# Inmigración ucraniana en Venezuela
Los ucranianos-venezolanos son venezolanos de ascendencia ucraniana. La diáspora ucraniana aumentó después de 1945 debido a una segunda ola de emigrantes políticos. En la segunda mitad de la década de 1940 y principios de la de 1950, estos ucranianos fueron reasentados en muchos países diferentes creando nuevos asentamientos ucranianos en Australia y Venezuela. Actualmente viven alrededor de 9.400 ucranianos en Venezuela.